# Constantin Neculcea
Constantin Neculcea (n. 4 martie 1873, Dumbrăveni - d. ?) a fost unul dintre generalii Armatei României din Primul Război Mondial. 
A îndeplinit funcții de comandant de regiment, brigadă și divizie în campaniile anilor 1916, 1917 și 1918.
După trecerea în rezervă în anul 1934, a îndeplinit pentru o perioadă funcția de primar al orașului Fălticeni. Unul dintre fiii săi, locotenentul de cavalerie Nicolae Neculcea, a murit pe câmpul de luptă, în Șarja de la Robănești.:p. 177

## Cariera militară
După absolvirea școlii militare de ofițeri cu gradul de sublocotenent, Constantin Neculcea a ocupat diferite poziții în cadrul unităților de infanterie sau în eșaloanele superioare ale armatei, cea mai importantă fiind cea de comandant al Regimentului 56 Infanterie.
În perioada Primului Război Mondial a îndeplinit funcțiile de comandant al: Regimentului 56 Infanterie, Brigăzii 27 Infanterie, Diviziei 17 Infanterie - în perioada 1/13 noiembrie - 14/27 noiembrie 1916, Brigăzii 28 Infanterie, Diviziei 5 Infanterie, în perioada 7/20 februarie - 5/18 mai 1918 și Diviziei 7 Infanterie, în perioada 11/24 decembrie 1918 - 18 aprilie/1 mai 1919, distingându-se în mod special în cursul Bătăliei de la Mărășești, din anul 1917 la comanda Brigăzii 28 Infanterie, în luptele din sectorul Doaga.:p. 138)

## Decorații
- Ordinul „Coroana României”, în grad de ofițer (1910)
- Medalia „Avântul Țării”, (1914)[1]:p. 436